# Kökény Roland
Kökény Roland (Miskolc, 1975. október 24. –) olimpiai, világ- és Európa-bajnok magyar kajakozó.

## Sportpályafutása
Pályafutását a Nyíregyházi Vízügy Medosz SE kajak-kenu szakosztályában kezdte, itt sportolt 1982-től 1989-ig. Az egyesületet édesapja, Kökény Zoltán irányította.
Utánpótlás versenyzőként átigazolt a Tiszai Erőmű kajak-kenu szakosztályába, majd ezt követően a Csepelben kajakozott és jutott a válogatottságig. Az 1999-es Európa-bajnokságon K4 500 méteren hetedik volt (Réti Roland, Almási Péter, Bauer Márton). A következő évben ugyanebben a versenyszámban (Kammerer Zoltán, Storcz Botond, Ádám Attila) ötödik lett. Az olimpiai részvételt szétlövésben tudta kiharcolni. Sydneyben K1 1000 méteren nem tudott a döntőbe jutni.
2001-ben egyesben szerezte meg a vb indulási jogát, de végül Angyal Zoltán kapitány Vereckei Ákos helyén a négyesben indította. Az egység (Kammerer Zoltán, Storcz Botond, Horváth Gábor) második lett. 2002-ben 1000 méteren ugyanebben az összeállításban az Eb-n lettek másodikok. Kökény 500 méteren  négyesben (Gyökös Lajos, Borhi Zsombor, Hegedűs Gábor) is ezüstérmes lett. A vb-n ugyanezeken a távokon negyedik és nyolcadik volt. A következő évben a világbajnokságon a négyesben 1000 méteren (Kammerer, Vereckei, Veréb Krisztián) második, 500 méteren (Gyökös, Beé István, Horváth G.) negyedik volt. 2004-től a Bp. Honvédban versenyzett tovább. Ebben az évben K1 1000 méteren negyedik, K4 500 méteren (Benkő Zoltán, Beé, Kucsera Gábor) első lett az Eb-n. Az olimpián K1 1000 méteren hatodik helyen végzett.
2005-ben az Eb-n K2 1000 méteren (Kucsera Gábor) második volt. A vb-n k4 500 méteren (Benkő, Storcz, Horváth G.) kiestek a selejtezőben. Kucserával 500 méter párosban világbajnokságot nyert. A következő évben K4 1000 méteren (Gyökös Lajos, Vereckei Ákos, Horváth Gábor) lett világbajnok. 2007-ben K4 1000 méteren (Gyökös Lajos, Vereckei Ákos, Horváth Gábor) az Európa-bajnokságon második, a világbajnokságon negyedik volt. 2008-ban sem az olimpián, sem az Európa-bajnokságon nem került be a magyar csapatba.
2009-ben az Eb-n K2 1000 méteren Gönczy Gáborral lett második. Ugyanez az egység a vb-n negyedik volt. 2010-től az Esztergomi Kajak-Kenu Sportegyesületben versenyzett. Az Európa-bajnokságon K4 1000 méteren (Dombi Rudolf, Szalai Tamás, Hadvina Gergely) ezüstérmet nyert. A vb-n nem tudták döntőbe verekedni magukat és 11. helyen végeztek. A következő évben K2 1000 méteren Dombi Rudolffal az Eb-n bronzérmesek, a vb-n hatodikok lettek. 2012-ben ugyanebben az összeállításban Európa-bajnokok lettek, majd augusztusban – ugyancsak 1000 méteren – aranyérmet nyertek az olimpián.
2013-ban Dombival egy párban 5. volt 1000 méteren az Európa-bajnokságon. 2014 júniusától nem versenyzett tovább Dombi Rudolffal egy hajóban.
Edzői: Kökény Zoltán, Pjatacsuk Vitalij, Séra Miklós, Szilárdi Katalin, Kiss István.

## Díjai, elismerései
- Magyar Köztársasági Bronz Érdemkereszt (2004)
- Az év magyar kajakozója (2005, 2012)
- A Magyar Érdemrend tisztikeresztje (2012)
- Esztergom díszpolgára (2012)
- A magyar kajaksport örökös bajnoka (2012)[2]
- Az év magyar csapatának tagja (2012)
- Zugló díszpolgára (2012)[3]